# Rouvroy-en-Santerre
Rouvroy-en-Santerre (picardisch: Rouvroé-in-Santérre) ist eine nordfranzösische Gemeinde mit 209 Einwohnern (Stand 1. Januar 2022) im Département Somme in der Region Hauts-de-France. Die Gemeinde liegt im Arrondissement Péronne, gehört zum Kanton Moreuil und ist Teil der Communauté de communes Terre de Picardie.

## Geographie
Die Gemeinde in der Landschaft Santerre liegt unmittelbar westlich der Départementsstraße D34 an der Kreuzung der Départementsstraßen D131 und D161 rund 9 km nordwestlich von Roye.

## Geschichte
Die Gemeinde erhielt als Auszeichnung das Croix de guerre 1914–1918.

## Einwohner
| 1962 | 1968 | 1975 | 1982 | 1990 | 1999 | 2006 | 2010 |
| ---- | ---- | ---- | ---- | ---- | ---- | ---- | ---- |
| 241  | 210  | 172  | 172  | 185  | 218  | 210  | 198  |

## Verwaltung
Bürgermeister (maire) ist seit 2001 Louis Broquet.

## Sehenswürdigkeiten
- Kirche Notre-Dame de la Miséricorde an der Straße nach Bouchoir